# Monmouth (distrikt)
Monmouth var ett distrikt i grevskapet Gwent, i Wales. Detta distrikt hade 76 700 invånare år 1992. Distriktet upprättades den 1 april 1974 genom att boroughs Abergavenny och Monmouth, stadsdistrikten Chepstow och Usk, landsdistrikten Abergavenny, Chepstow och Monmouth slogs ihop med del av landsdistriktet Pontypool. Det avskaffades 1 april 1996 och blev en del av Monmouthshire.